# Rea (keresztnév)
A Rea görög és római mitológiai eredetű női név.

## Gyakorisága
Az 1990-es években szórványos név, a 2000-es években nem szerepel a 100 leggyakoribb női név között.

## Névnapok
- szeptember 7.[2]

## Híres Reák
- Rea, a római mitológiában Romulus és Remus anyja